# 福井県立福井南特別支援学校
福井県立福井南特別支援学校（ふくいけんりつふくいみなみとくべつしえんがっこう）は、福井県福井市南居町にある特別支援学校。

## 所在地
- 〒918-8034 福井県福井市南居町82

## 設置課程
- 小学部
- 中学部
- 高等部

## アクセス
- 北陸新幹線・ハピラインふくい線・えちぜん鉄道勝山永平寺線 福井駅より、京福バス 70・71系統（運動公園線）に乗車し、「種池（たないけ）郵便局前」にて福井交通 乗合タクシー清水山線「清水プラント3」行き、「坪谷」もしくは「福井南特別支援学校前」止まりに乗り換え、「福井南特別支援学校前」下車。 乗合タクシー清水山線の一部の便はハピラインふくい線・越美北線 越前花堂駅前の「越前花堂駅」、もしくは福井鉄道福武線 ベル前駅より約250 mの「ベル食品館」からも利用可能。